# Abstrakta substantiv
Abstrakta substantiv tillhör ordklassen substantiv.
De betecknar egenskaper, förhållanden, tillstånd, med mera. Exempel är kärlek, fantasi, känslor med mera. Det är inte alltid enkelt att dra gränsen mellan abstrakta och konkreta substantiv, och många substantiv kan användas både i abstrakt och konkret bemärkelse: "Svensson sitter på jobbet" respektive "Svensson har förlorat jobbet".